# Mecanismo deformable

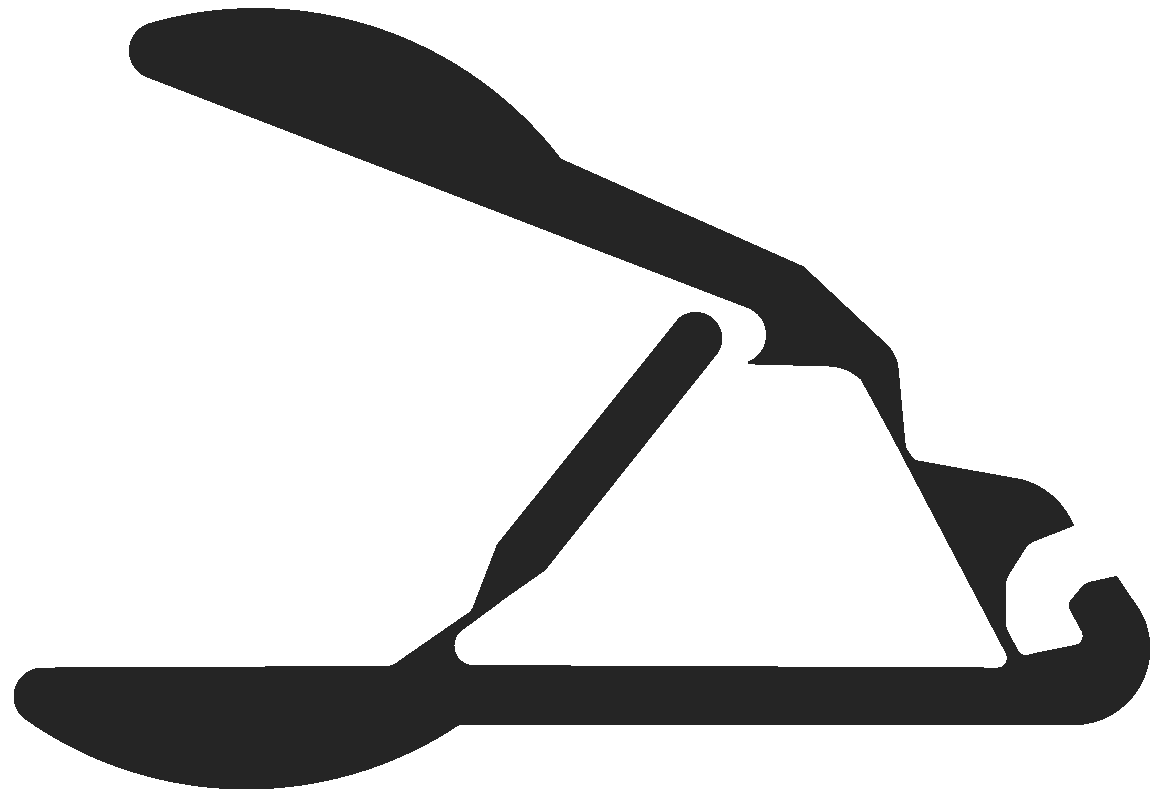
Mecanismo de pinza deformable

En ingeniería mecánica, un mecanismo deformable es un mecanismo flexible que logra la transmisión de fuerza y movimiento a través de la deformación elástica del cuerpo. Obtiene parte o la totalidad de su movimiento de la flexibilidad relativa de sus miembros en lugar de solo de las articulaciones de cuerpo rígido. Estas pueden ser estructuras monolíticas (de una sola pieza) o sin juntas.[cita requerida] Algunos dispositivos comunes que utilizan mecanismos deformables son los cierres de mochila y los sujetapapeles. Uno de los ejemplos más antiguos del uso de estructuras deformables es el arco y la flecha.

## Métodos de diseño
Los mecanismos deformables generalmente se diseñan utilizando dos técnicas:

### Enfoque cinemático
El análisis cinemático se puede utilizar para diseñar un mecanismo deformable mediante la creación de un modelo de cuerpo pseudo-rígido del mecanismo. En este modelo, los segmentos flexibles se modelan como enlaces rígidos conectados a juntas giratorias con resortes de torsión. Se pueden modelar otras estructuras como una combinación de eslabones rígidos, resortes y amortiguadores.

### Enfoque de optimización estructural
En este método, se utilizan métodos computacionales para la optimización topológica de la estructura. Se ingresa la carga esperada y el movimiento deseado y la transmisión de fuerza y el sistema se optimiza para el peso, la precisión y las tensiones mínimas. Los métodos más avanzados primero optimizan la configuración de enlace subyacente y luego optimizan la topología en torno a esa configuración.[cita requerida] Otras técnicas de optimización se enfocan en la optimización topológica de las juntas de flexión tomando como entrada un mecanismo rígido y reemplazando todas las juntas rígidas con juntas de flexión optimizadas. Para predecir el comportamiento de la estructura, se realiza un análisis de tensión de elementos finitos para encontrar la deformación y las tensiones en toda la estructura.

## Ventajas
Las estructuras deformables a menudo se crean como una alternativa a mecanismos similares que usan múltiples partes. Hay dos ventajas principales para el uso de mecanismos deformables:
- Bajo costo: un mecanismo deformable generalmente se puede fabricar en una sola estructura, lo que es una simplificación dramática en la cantidad de piezas requeridas.[cita requerida] Se puede fabricar una estructura deformable de una sola pieza mediante moldeo por inyección, extrusión e impresión 3D, entre otros métodos. Esto hace que la fabricación sea relativamente barata y accesible.[1]
- Mejor eficiencia: los mecanismos deformables no sufren algunos problemas que afectan a los mecanismos de varios cuerpos, como la holgura o el desgaste de la superficie. Debido al uso de elementos flexibles, los mecanismos compatibles pueden almacenar fácilmente energía para liberarla en un momento posterior o transformarla en otras formas de energía.[1]

## Desventajas
La gama completa de un mecanismo depende del material y la geometría de la estructura; Debido a la naturaleza de las juntas de flexión, ningún mecanismo puramente deformable puede lograr un movimiento continuo como el que se encuentra en una junta normal. Además, las fuerzas aplicadas por el mecanismo están limitadas a las cargas que los elementos estructurales pueden soportar sin fallar. Debido a la forma de las juntas de flexión, tienden a ser lugares de concentración de esfuerzos. Esto, combinado con el hecho de que los mecanismos tienden a realizar un movimiento cíclico o periódico, puede causar fatiga y eventual falla de la estructura. Además, dado que parte o la totalidad de la energía de entrada se almacena en la estructura durante algún tiempo, no toda esta energía se libera como se desea. Sin embargo, esta puede ser una propiedad deseable para agregar amortiguamiento al sistema.

## Aplicaciones
Algunos de los usos más antiguos de las estructuras deformables se remontan a varios milenios. Uno de los ejemplos más antiguos es el arco y la flecha. Algunos diseños de catapultas también hicieron uso de la flexibilidad del brazo para almacenar y liberar energía para lanzar el proyectil a mayores distancias. Actualmente, los mecanismos deformables se utilizan en una variedad de campos, como estructuras adaptativas y dispositivos biomédicos. Los mecanismos deformables se pueden usar para crear mecanismos autoadaptativos, comúnmente utilizados para agarrar en robótica. Dado que los robots requieren una alta precisión y tienen un alcance limitado, se han realizado amplias investigaciones sobre mecanismos robóticos deformables. Los sistemas microelectromecánicos (MEMS) son una de las principales aplicaciones de los mecanismos deformables. Los MEMS se benefician de la falta de ensamblaje requerido y de la forma plana simple de la estructura que se puede fabricar fácilmente mediante fotolitografía.[cita requerida]
El accionamiento flexible o accionamiento resiliente, a menudo utilizado para acoplar un motor eléctrico a una máquina (por ejemplo, una bomba ), es un ejemplo. La unidad consta de una "araña" de goma intercalada entre dos perros de metal. Una garra se fija al eje del motor y la otra al eje de la bomba. La flexibilidad de la pieza de goma compensa cualquier leve desalineación entre el motor y la bomba.

## Galería de imágenes

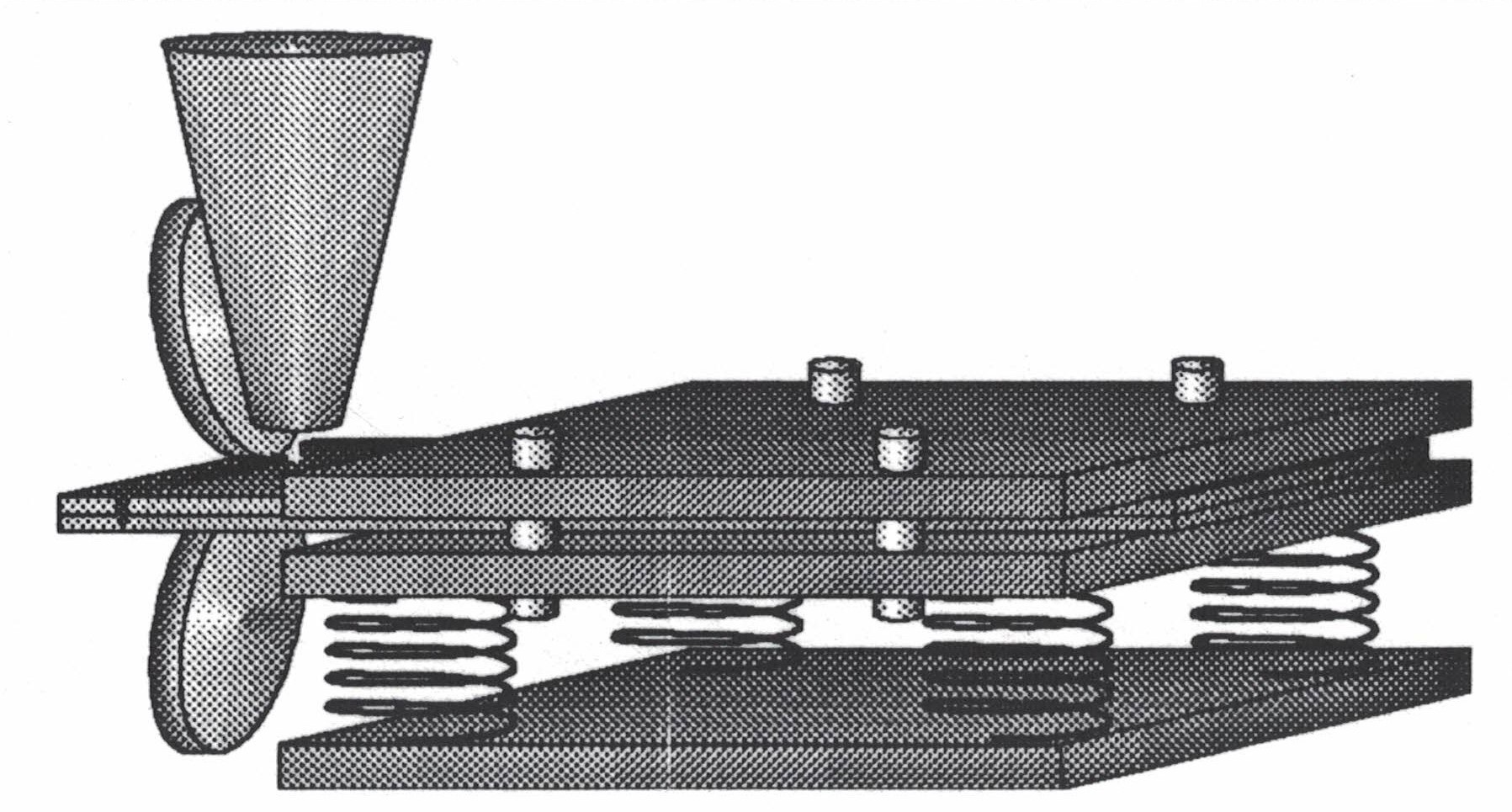
Un robot de soldadura láser posiciona las piezas de trabajo mediante un mecanismo deformable entre la mesa y el accesorio
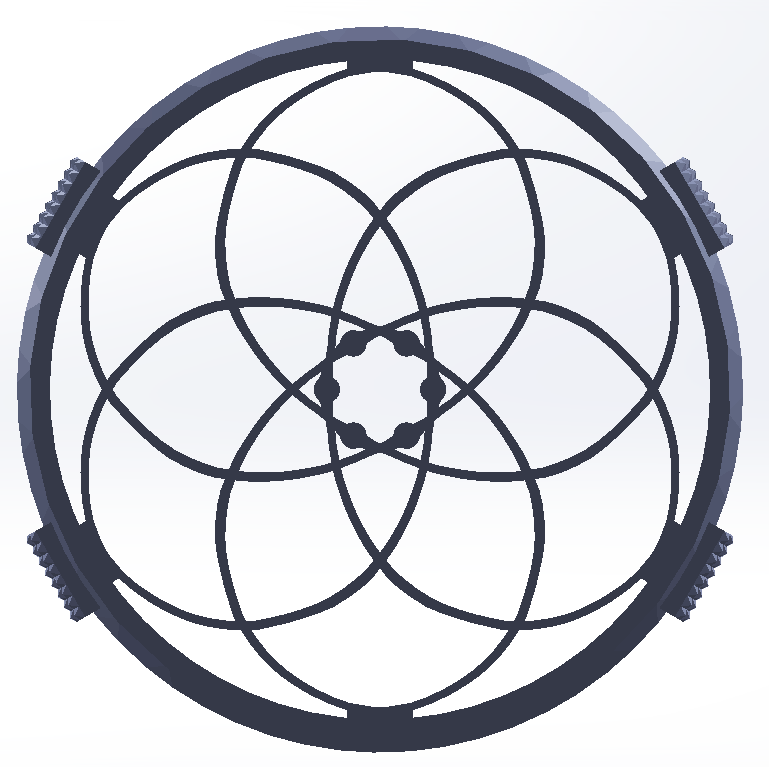
Mecanismo Iris deformable: cerrado
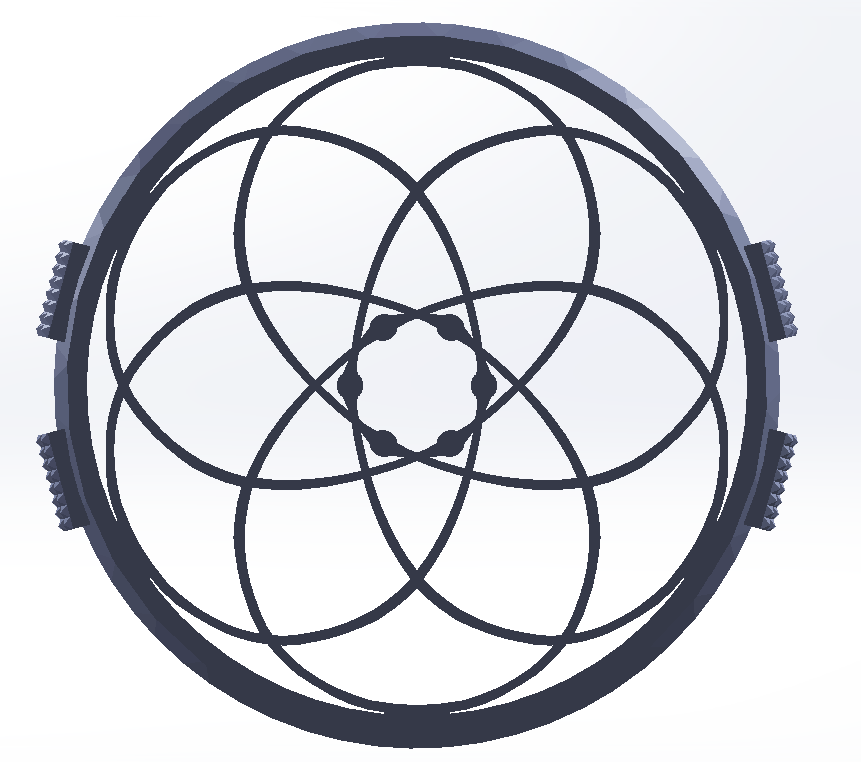
Mecanismo Iris deformable: abierto
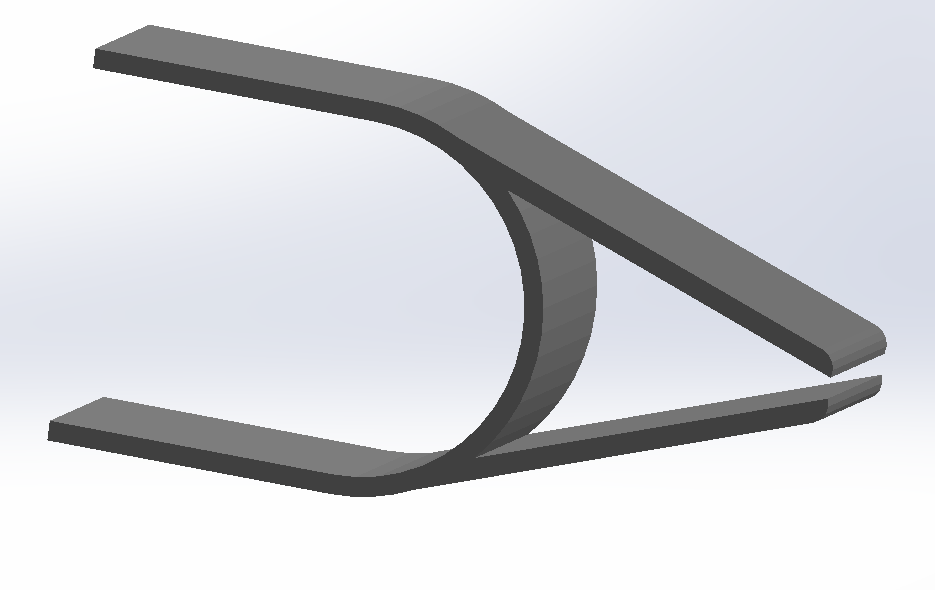
Clip deformable
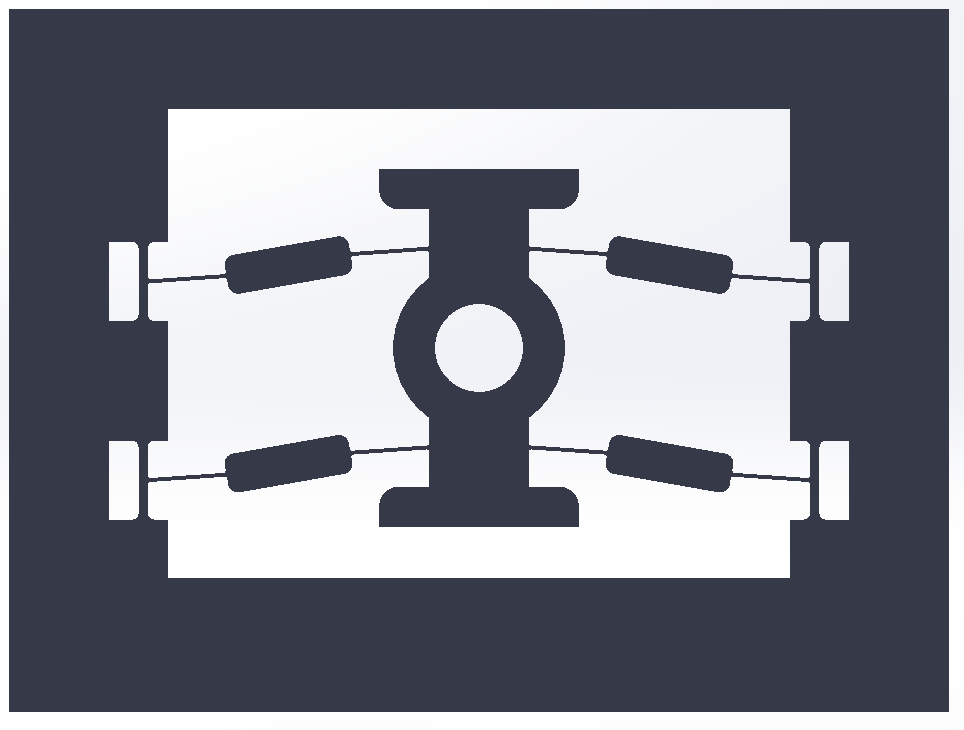
Mecanismo de interruptor deformable biestable